# Foloi egeskov
37°45′N 21°45′Ø / 37.750°N 21.750°Ø
Folóï egeskoven (græsk: Δρυοδάσος Φολόης) er en egeskov i det sydvestlige Grækenland. Den er beliggende i Foloi, Elis, på den vestlige del af Peloponnes-halvøen. Folóï egeskoven er beliggende i en højde af 688 moh. på plateauet af Folóï-bjerget. Det er et unikt økosystem på Balkan-halvøen og består af et territorium på 40 km2 som er næsten helt dækket af løvfældende egetræer, der danner en tæt skovområde.

## Mytologi
Pholóē egeskoven var kendt af de antikke grækere, på grund af dens nærhed til mange af deres bosættelser i Elisregionen. Skovens mystiske skønhed inspirerede dem til at tro, at det var et levested for kentaurer og dryader. De gav skoven navnet Pholóē (græsk: Φολόη, moderne græsk udtale: Folóï) og kentaurernes høvding navnet Phólos (græsk: Φόλος). Dryaderne (græsk: Δρυάδες) var skovens "egeånder".

## Flora
Ungarsk eg, Quercus frainetto (bredbladet eg) er den primære ege-art i skoven, og den dækker den største del af dens territorium. Træerne er 15-20 m høje og kan blive op til 200 år. duneg (Quercus pubescens) og den stedsegrønne steneg Quercus ilex) er også til stede, selvom deres bestande er væsentligt mindre. Udover egetræer er bregner og affodiler meget almindelige mellem træernes stammer.

## Fauna
Agern giver en rigelig fødekilde til dyr som harer, egern, pindsvin, som der er betydelige bestande af. Skovens økosystem er en fødekæde, som også indeholder grævlinger, skovmår, ræv, ørne, skildpadder, væsler, ugler, lærker, sjakaler, skade, hugorme, rottesnoge og andre.

## Beskyttelsesstatus
Folóï-egeskoven er blevet udpeget som habitatområde i Natura 2000- netværket i EU.

## Galleri
- På vejen inde i skoven.
- Egene danner en tæt skov.
- Blade af Quercus frainetto (ungarsk eg).
- Landskab i Foloi egeskov.
- Landskab i Foloi egeskov.